# Єлизавета Каринтійська
Єлизавета Каринтійська і Горицько-Тірольська (нім. Elisabeth von Kärnten, Görz und Tirol;  1262, Мюнхен — 28 жовтня 1312, Відень) — королева-консорт Німеччини і герцогиня Австрійська.

## Життєпис
Народилась 1262 року в родині карінтійського і тірольського герцога Мейнхарда II та Єлизавети Віттельсбах (дочки баварського герцога Оттона II). 20 грудня 1274 року вона стала дружиною  Альбрехта І Габсбурга. У грудні 1282 року її чоловік був зведений своїм батьком — імператором Рудольфом І — в звання герцога Австрії і Штирії. Так, завдяки батькам Альбрехта I та Єлизавети, почалася консолідація Австрії в руках Габсбургів.
27 липня 1298 року Альбрехт І був обраний у Франкфурті королем Німеччини, і в 1299 році Єлизавета була коронована як королева Німеччини.
1 травня 1308 року Альбрехт І був убитий своїм племінником Йоганом Швабським. Після смерті чоловіка Єлизавета пішла в монастир в Кенігсфельдені, де і померла 28 жовтня 1312 року.

## Родина
Чоловік — Альбрехт I, король Німеччини, герцог Австрійський і Штирійський
Діти:
- Анна (1275—1327) — одружена (з 1295 року) з Германом, маркграфом Бранденбурзьким, другим шлюбом (з 1310 року) з Генріхом VI, князем Вроцлавським
- Агнеса (1281—1364) — одружена з Андрієм III, королем Угорщини
- Рудольф III (1282—1307) — герцог Австрії і король Богемії
- Єлизавета (1285—1353) — одружена з Фрідріхом IV, герцогом Лотарингії
- Фрідріх I (1289—1330) — герцог Австрії і король Німеччини
- Леопольд I (1290—1326) — герцог Австрії
- Катерина (1295—1323) — одружена (з 1316 року) з Карлом Анжуйським, герцогом Калабрії
- Альбрехт II (1298—1358) — герцог Австрії і Каринтії
- Генріх (1299—1327)
- Мейнхард (1300—1301)
- Оттон (1301—1339) — герцог Австрії і Каринтії
- Ютта (розум. 1329) — одружена (з 1319 року) з Людвігом VI, графом Еттінгеном

Ще 9 дітей, народжених Єлизаветою в цьому шлюбі, померли безпосередньо після народження. Вони залишилися невідомими і були поховані в королівській капелі у Тульні в Нижній Австрії.